# Sabatera d'agulles de roure
La sabatera d'agulles de roure (Sarcodon quercinofibulatus) és una espècie de fong de l'ordre dels teleforals (Thelephorales). És una sabatera d'agulles caracteritzada per la superfície del barret de color bru avellana clar, que es pot trencar en grans esquames, i que s'associa de manera estricta amb fagàcies (Quercus petraea, Quercus pubescens, Fagus sylvatica).

## Descripció
Bolet de solitari a gregari en grups densos; barret gran, de fins a 20 cm de diàmetre; de convex a pla, de lleuger a fortament umbilicat amb l'edat; de jove la superfície és finament vellutada, més tard s'esquerda formant esquames disposades concèntricament i que deixen entreveure la carn subjacent de color crema; les esquames sónt de forma triangular a piramidal truncada, en exemplars madurs les del centre solen ser erectes; marge involut, prim, excedent i llis.
Agulles de fins a 1,2 cm de longitud, cremoses, brunes en envellir, d'adnades a decurrents.
Cama de fins a 8 cm de longitud; cremosa, brunenca amb l'edat; cilíndrica a subbulbosa, coberta per petites espines avortades
Carn de consistència del cuir; de color uniforme, de blanca a cremosa, al tall esdevé grisenca en unes hores; al tast suau però amb un regust molt lleugerament amarg, olor agradable, que recorda la regalèssia en els basidiomes joves, més forta i més o menys desagradable en els exemplars vells

## Hàbitat
Rara; d'estiu a mitjans de tardor; en sòls neutres o lleugerament calcificats; en rouredes pures (Quercus petraea, Quercus pubescens) o mixtes amb faig, castanyer o avellaner

## Comestibilitat
Comestibilitat desconeguda; a conservar per la seva raresa.